# COROT-8b
COROT-8b es un planeta extrasolar que orbita la estrella COROT-8 de tipo K de la secuencia principal. Fue descubierto el 14 de junio de 2010 por la misión espacial CoRoT.